# 박형철 (농구 선수)
박형철(1987년 12월 19일~ )은 대한민국의 농구선수이며 포지션은 콤보 가드이다.

## 선수 경력
2010-11시즌 신인드래프트에서 1라운드 5순위로 창원 LG 세이커스에 지명되었다. 이후 팀에서 식스맨 역할을 하다가, 2013-14시즌이 끝난후 서울 SK 나이츠로 정성수와 트레이드 되었다. 서울 SK 나이츠에서 이현석과 최원혁에 밀리며, 2017-2018시즌 도중 류영환과 트레이드 되어 울산 현대모비스 피버스로 이적하였다. SK에서는 주전경쟁이 치열하기 때문에 선수의 앞길을 열어주었다고 한다. 울산 현대모비스 피버스로 이적해서는 주전 양동근의 백업역할은 박경상과 충실히 수행하였다. 장신가드로 3점슛 능력도 있고, 국내 가드 치곤 장신이라 기대를 모으고 있었지만 이대성이 G리그에서 돌아오면서 또 주전자리에서 밀렸다. 결국 시즌 종료후 FA로 안양 KGC인삼공사로 이적하였다. 이적한 후에는 팀의 식스맨 역할을 톡톡히 해내면서 가드진이 부족한 팀의 약점을 메워주고 있다.

## 출신학교
- 서울도성초등학교
- 단국대학교 사범대학 부속중학교
- 단국대학교 사범대학 부속고등학교
- 연세대학교 체육교육학과